# Mito HollyHock
Mito HollyHock (japonsky 水戸ホーリーホック) je japonský fotbalový klub z města Mito hrající v J2 League. Klub byl založen v roce 1990 pod názvem Prima Aseno FC. V roce 2000 se připojili do J.League, profesionální japonské fotbalové ligy. Svá domácí utkání hraje na K's denki Stadium Mito.

## Významní hráči
- Marcus Tulio Tanaka
- Jú Kobajaši
- Takajuki Suzuki
- Cukasa Šiotani
- Daisuke Ičikawa
- Musaši Suzuki
- Daizen Maeda
- João Paulo